# Marcel Hugues
Marcel Anatole Hugues (5. ledna 1892, Belfort – 14. července 1982, Fontainebleau) byl 26.–37. nejúspěšnějším francouzským stíhacím pilotem první světové války s celkem 12 uznanými sestřely.
Hugues vstoupil do armády už v roce 1910 a sloužil u pěchoty. V roce 1915 byl přeřazen k letectvu a v červenci 1916 získal pilotní oprávnění. Od března 1918 velel escadrille SPA.95. Z armády odešel v roce 1933, ale po vypuknutí druhé světové války se vrátil a velel jednotce Groupe de Chasse II/5.
Za první světové války sloužil u jednotek MF.22, N.77, N.81 a SPA.95.
Během války získal mimo jiné tato vyznamenání: Légion d'honneur, Croix de Guerre a britský Military Cross.